# Pureora Forest Park
Der Pureora Forest Park ist ein unter Naturschutz stehender Wald in den Regionen Waikato und Manawatu-Wanganui, auf der Nordinsel von Neuseeland. Der Park untersteht dem Department of Conservation.

## Geographie
Der Pureora Forest Park befindet sich westlich bis nordwestlich des Lake Taupō, in Teile des Gebirgszugs der Hauhungaroa Range und weiter nördlich der Rangitoto Range. Der aus acht Einzelflächen bestehende Park verfügt über eine Gesamtfläche von 78.000 Hektar und dehnt sich über Strecke von fast 70 km in Nord-Süd-Richtung aus. Die beiden mit Abstand größten Einzelflächen besitzen eine Länge von 22 km und eine Breite von 12 km sowie die südlichere von den beiden eine Länge von 45 km und eine Breite von 28 km. Taupō, als nächstgrößere Stadt, liegt rund 35 km östlich des Forest Parks und Te Kūiti, in der sich das zuständige Büro des Department of Conservation befindet, liegt rund 25 km in westliche Richtung des nördlichen Teil des Parks.
Zu erreichen ist der Naturschutzpark über den New Zealand State Highway 30, der von Te Kūiti kommend zwischen dem nördlichen und dem südlichen Teil des Parks hindurchführt, dem New Zealand State Highway 32, der von Norden kommend östlich des südlichen Teils des Parks vorbeiführt und dem New Zealand State Highway 41, der westlich von Taumarunui kommend den südlichsten Teil des Parks tangiert.

## Geschichte
Als 1840 Neuseeland Kolonie des British Empire wurde, verfügte das Land noch über 2/3 seiner Fläche unberührten Waldes. In den folgenden 140 Jahren entwickelte sich eine ständig wachsende Holzindustrie im Land, die im Jahr 1946 auch vor dem Pureora Forest, der seinerzeit einer der letzten natürlichen Wälder war, nicht Halt machte und für den Holzeinschlag freigegeben wurde.
Nach einem Seminar des damaligen New Zealand Forest Service, bei dem es um das Management des Pureora Forest ging, entschloss man sich 1978 den Pureora Forest Park zu gründen. Doch der Holzeinschlag ging weiter. Die zuvor geführte Diskussion unter Wissenschaftlern, Forstmanagern, Umweltschützern und einer interessierten Öffentlichkeit, führte schließlich in den frühen 1980er Jahre zu einem Umdenken in der Politik, was den Schutz der neuseeländischen Wälder anging. Mit der Auflösung des New Zealand Forest Service im Jahr 1987 und der Gründung des Department of Conservation auf Grundlage des Conservation Act 1987, wurde der Pureora Forest Park, der früher zeitweise auch als Pureora Conservation Park bezeichnet wurde, unter Naturschutz gestellt und in die Obhut des Department of Conservation gelegt.
Der Pureora Forest Park wurde aus den Gebieten des Pureora State Forest, des Tihoi State Forest, des Waituhi State Forest, des Hurakia State Forest, des Taringamotu State Forest und des Wharepuhunga State Forest gebildet.